# State of Origin 1992
Die State of Origin Series 1992 waren die 13. Ausgabe des Rugby-League-Turniers State of Origin. Es bestand aus drei Spielen, die zwischen dem 6. Mai und dem 3. Juni 1992 stattfanden. New South Wales gewann die Series 2-1.

## Spiel 1
| 6. Mai 20:00 | New South Wales Blues                                                           | 14 : 6        | Queensland Maroons                         | Sydney Football Stadium, Sydney Zuschauer: 40.039 Schiedsrichter: David Manson |
| 6. Mai 20:00 | Versuche: Clyde, Salvatori Erhöhungen: Wishart (2/2) Straftritte: Wishart (1/2) | (6:6) Bericht | Versuche: Langer Erhöhungen: Meninga (1/1) | Sydney Football Stadium, Sydney Zuschauer: 40.039 Schiedsrichter: David Manson |

| 1                  | Andrew Ettingshausen |
| 2                  | Graham Mackay        |
| 3                  | Brad Fittler         |
| 4                  | Paul McGregor        |
| 5                  | Rod Wishart          |
| 6                  | Laurie Daley         |
| 7                  | John Simon           |
| 8                  | Glenn Lazarus        |
| 9                  | Ben Elias            |
| 10                 | Paul Harragon        |
| 11                 | Paul Sironen         |
| 12                 | John Cartwright      |
| 13                 | Bradley Clyde        |
| Auswechselspieler: |                      |
| 14                 | Robbie McCormack     |
| 15                 | Craig Salvatori      |
| 16                 | Brad Mackay          |
| 17                 | David Gillespie      |

| 1                  | Dale Shearer       |
| 2                  | Michael Hancock    |
| 3                  | Mal Meninga        |
| 4                  | Peter Jackson      |
| 5                  | Willie Carne       |
| 6                  | Kevin Walters      |
| 7                  | Allan Langer       |
| 8                  | Martin Bella       |
| 9                  | Steve Walters      |
| 10                 | Steve Jackson      |
| 11                 | Bob Lindner        |
| 12                 | Trevor Gillmeister |
| 13                 | Gary Larson        |
| Auswechselspieler: |                    |
| 14                 | Mark Coyne         |
| 15                 | Gary Coyne         |
| 16                 | Steve Renouf       |
| 17                 | Gavin Allen        |

## Spiel 2
| 20. Mai 20:00 | Queensland Maroons                    | 5 : 4         | New South Wales Blues      | Lang Park, Brisbane Zuschauer: 31.500 Schiedsrichter: Bill Harrigan |
| 20. Mai 20:00 | Versuche: Moore Dropgoals: Langer (1) | (4:4) Bericht | Straftritte: Wishart (2/2) | Lang Park, Brisbane Zuschauer: 31.500 Schiedsrichter: Bill Harrigan |

| 1                  | Dale Shearer       |
| 2                  | Michael Hancock    |
| 3                  | Mal Meninga        |
| 4                  | Mark Coyne         |
| 5                  | Adrian Brunker     |
| 6                  | Peter Jackson      |
| 7                  | Allan Langer       |
| 8                  | Martin Bella       |
| 9                  | Steve Walters      |
| 10                 | Gavin Allen        |
| 11                 | Bob Lindner        |
| 12                 | Gary Larson        |
| 13                 | Billy Moore        |
| Auswechselspieler: |                    |
| 14                 | Kevin Walters      |
| 15                 | Trevor Gillmeister |
| 16                 | Darren Smith       |
| 17                 | Mike McLean        |

| 1                  | Andrew Ettingshausen |
| 2                  | Graham Mackay        |
| 3                  | Brad Fittler         |
| 4                  | Paul McGregor        |
| 5                  | Rod Wishart          |
| 6                  | Laurie Daley         |
| 7                  | Ricky Stuart         |
| 8                  | Glenn Lazarus        |
| 9                  | Ben Elias            |
| 10                 | Paul Harragon        |
| 11                 | Paul Sironen         |
| 12                 | John Cartwright      |
| 13                 | Bradley Clyde        |
| Auswechselspieler: |                      |
| 14                 | Craig Salvatori      |
| 15                 | Brad Mackay          |
| 16                 | David Gillespie      |
| 17                 | Steve Carter         |

## Spiel 3
| 3. Juni 20:00 | New South Wales Blues                                                 | 16 : 4        | Queensland Maroons         | Sydney Football Stadium, Sydney Zuschauer: 41.878 Schiedsrichter: Eddie Ward |
| 3. Juni 20:00 | Versuche: Cartwright, Ettingshausen, Stuart Erhöhungen: Brasher (2/3) | (4:2) Bericht | Straftritte: Meninga (2/2) | Sydney Football Stadium, Sydney Zuschauer: 41.878 Schiedsrichter: Eddie Ward |

| 1                  | Andrew Ettingshausen |
| 2                  | Rod Wishart          |
| 3                  | Paul McGregor        |
| 4                  | Brad Fittler         |
| 5                  | Chris Johns          |
| 6                  | Laurie Daley         |
| 7                  | Ricky Stuart         |
| 8                  | Glenn Lazarus        |
| 9                  | Ben Elias            |
| 10                 | Paul Harragon        |
| 11                 | Paul Sironen         |
| 12                 | John Cartwright      |
| 13                 | Bradley Clyde        |
| Auswechselspieler: |                      |
| 14                 | Craig Salvatori      |
| 15                 | David Gillespie      |
| 16                 | Tim Brasher          |
| 17                 | Brad Mackay          |

| 1                  | Dale Shearer    |
| 2                  | Michael Hancock |
| 3                  | Mark Coyne      |
| 4                  | Mal Meninga     |
| 5                  | Adrian Brunker  |
| 6                  | Peter Jackson   |
| 7                  | Allan Langer    |
| 8                  | Martin Bella    |
| 9                  | Steve Walters   |
| 10                 | Gavin Allen     |
| 11                 | Gary Larson     |
| 12                 | Mike McLean     |
| 13                 | Billy Moore     |
| Auswechselspieler: |                 |
| 14                 | Kevin Walters   |
| 15                 | Darren Smith    |
| 16                 | Steve Jackson   |
| 17                 | Gary Coyne      |

## Man of the Match
| Spiel | Man of the Match |
| ----- | ---------------- |
| 1     | Ben Elias        |
| 2     | Bob Lindner      |
| 3     | Ricky Stuart     |